# انجمن ملی منتقدان فیلم
انجمن‌ ملی منتقدان فیلم (انگلیسی: National Society of Film Critics) یک سازمان آمریکایی در حوزهٔ نقد فیلم است. شهرت این سازمان به خاطر سلیقهٔ سطح بالای آن، و بابت جایزهٔ سالانه‌ای است که این سازمان می‌دهد. این جایزه را معتبرترین جایزه‌ای می‌دانند که منتقدان فیلم در آمریکا اهدا می‌کنند.